# Nokia X30
Nokia X30 — смартфон середнього рівня, розроблений HMD Global під брендом Nokia. Пристрій був представлений 1 вересня 2022 року разом з Nokia C31 та Nokia G60 і є наступником Nokia X10 та Nokia X20.

## Дизайн
Передня панель виконана зі скла Corning Gorilla Glass Victus, задня панель — зі 65 % переробленого матового пластику, а рамка — із 100 % переробленого алюмінію. Також присутній захист від вологи та пилу по стандарту IP67.
Ззаду Nokia X30, як і більшість смартфонів Nokia 2022-2023 років, має вертикальний прямокутний острівець камери з плавним переходом зліва.
Знизу розміщені лоток під 2 SIM-картки, мікрофон, роз'єм USB-C та динамік, зверху — другий мікрофон і ще один отвір, а справа — гойдалка регулювання гучності та кнопка блокування.
Nokia X30 продавався в кольорах Хмарний синій та Крижаний білий.

## Технічні характеристики

### Апаратне забезпечення
Nokia X30 отримав систему на кристалі середнього рівня Qualcomm Snapdragon 695 5G. Смартфон продавався в конфігураціях 6/128, 8/128 та 8/256 ГБ. Пристрій використовує пам'ять постійного зберігання типу UFS 2.2 при 128 ГБ та типу UFS 3.0 при 256 ГБ і оперативну пам'ять типу LPDDR4X.
Батарея отримала об'єм 4200 мА·год та підтримку швидкої зарядки потужністю 33 Вт. Також присутня підтримка технологій швидкого заряджання Quick Charge 3.0 та Power Delivery 3.0
Екран AMOLED, 6,43", FHD+ (2400 × 1080) зі співвідношенням сторін 20:9, щільністю пікселів 409 ppi, частотою оновлення 90 Гц та круглим вирізом під фронтальну камеру, що розміщений зверху в центрі. Також під дисплей вбудовано оптичний сканер відбитків пальців.
Nokia X30 отримав основну подвійну камеру із ширококутним об'єктивом на 50 Мп з діафрагмою f/1.9, фазовим автофокусом та оптичною стабілізацією зображення і надширококутним об'єктивом на 13 Мп з діафрагмою f/2.4 та кутом огляду 123°. Також смартфон отримав фронтальну камеру на 16 Мп з діафрагмою f/2.4. Основна камера вміє записувати відео в роздільній здатності 1080p@60fps, а передня — в 1080p@30fps.

### Програмне забезпечення
Пристрій був випущений на «чистому» Android 12 і був оновлений до Android 14.